# رامساو آم داخ‌اشتین
رامساو آم داخ‌اشتین (به آلمانی: Ramsau am Dachstein) یک شهر در اتریش است که در Expositur Gröbming واقع شده‌است.

## خصوصیات
رامساو آم داخ‌اشتین  ۲٬۷۰۱ نفر جمعیت دارد.